# Clematis heynei
Clematis heynei là một loài thực vật có hoa trong họ Mao lương. Loài này được M.A.Rau & al. mô tả khoa học đầu tiên năm 1993.